# La mia mama a veul ch'i fila
La mia mama a veul ch'i fila (in italiano: Mia mamma vuole che fili) è un canto popolare originario del Piemonte, con il testo in piemontese pubblicato da Costantino Nigra nella raccolta Canti popolari del Piemonte nel 1888. Nella raccolta del Nigra questa canzone fu classificata al numero 119 con il titolo di "Pigra".

## Pubblicazioni
Il brano fu pubblicato nell'LP di Giovanna Marini Le canzoni di Bella ciao nella versione eseguita da Michele Straniero e Sandra Mantovani.

## Altri interpreti
Fra gli altri, Nadia Costantini, Salvatore Lunetto e Gipo Farassino.

## Cover
Ombretta Colli partecipò a Canzonissima 1969 con una canzone dal titolo La mia mama con il testo in italiano, che tuttavia non è esattamente la traduzione del testo originale in piemontese.